# Nae yeojachingureul sogae habnida
Nae yeojachingureul sogae habnida (hangul: 내 여자친구를 소개합니다) é um filme de comédia romântica produzido na Coreia do Sul, dirigido por Kwak Jae-yong e lançado em 2004.